# Lyndale Railway Company
| Lyndale Railway Company                                                           | Lyndale Railway Company   |
| --------------------------------------------------------------------------------- | ------------------------- |
| Wagen und 'Motor' genannte Lok der Minneapolis, Lyndale, and Lake Calhoun Railway |                           |
| Streckenlänge:                                                                    | 7,25 km                   |
| Spurweite:                                                                        | 914 mm (engl. 3-Fuß-Spur) |
|                                                                                   |                           |

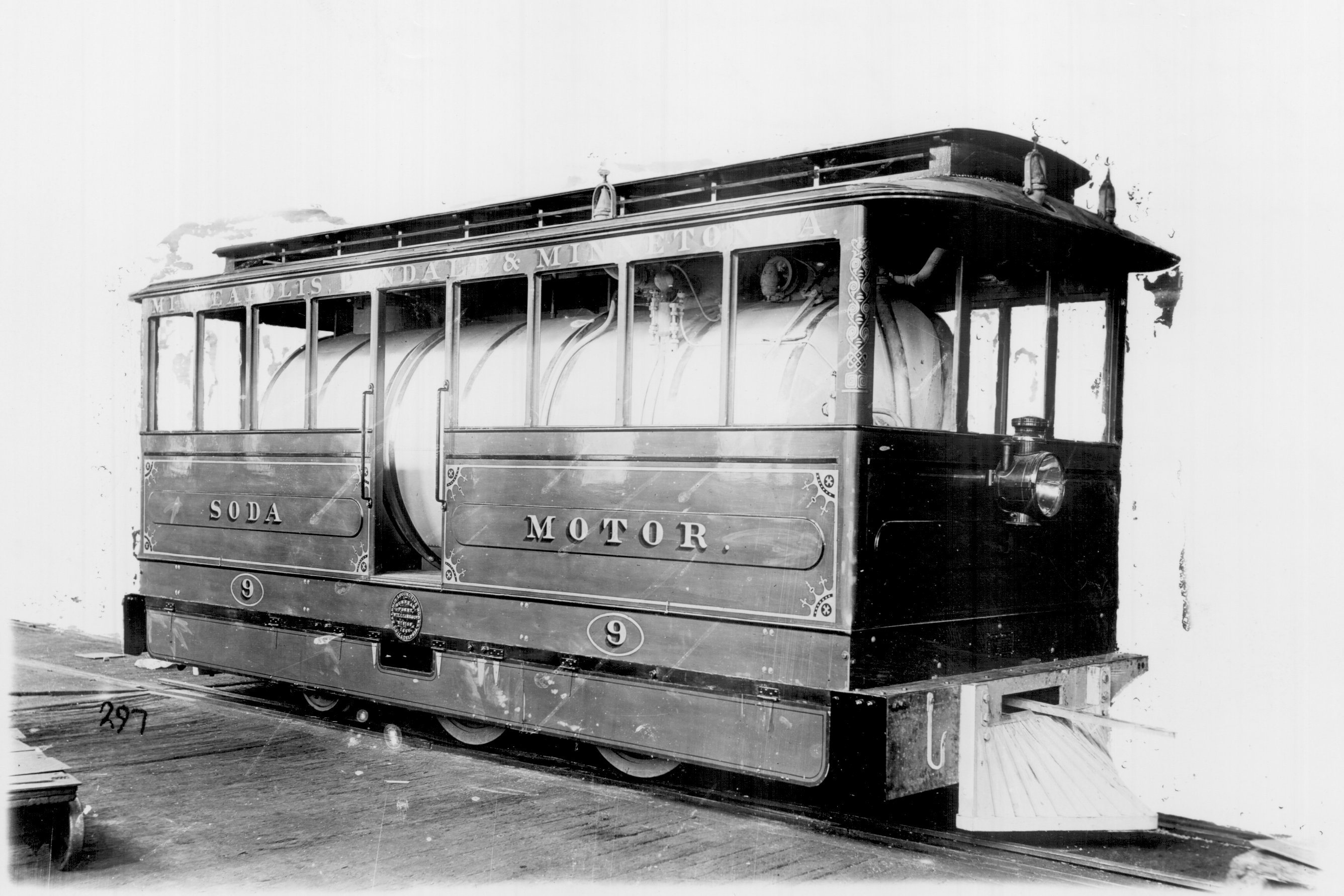
Natronlokomotive der Minneapolis, Lyndale, and Minnetonka Railway

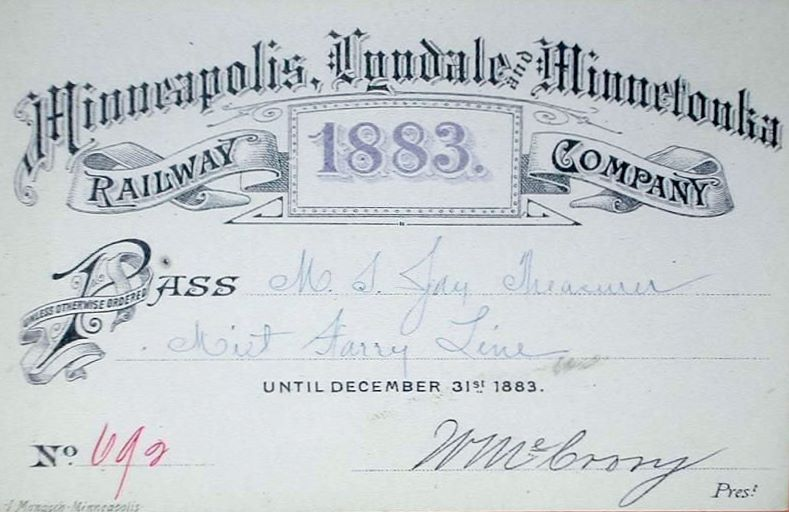
1883 Jahreskarte der Minneapolis, Lyndale and Minnetonka Railway Company

Die Lyndale Railway Company, die später in Minneapolis, Lyndale, & Minnetonka Railway Company umbenannt wurde, betrieb die Minneapolis, Lyndale and Lake Calhoun Railway, die auch Motor Line genannt wird.

## Geschichte
Die Lyndale Railway Company baute eine Eisenbahnstrecke, die an der First Avenue und der Nicollet Avenue in der Innenstadt von Minneapolis begann und entlang der heutigen 31st Street über die Hennepin Avenue in westlicher Richtung führte, dann nach Südwesten abbog und am Lake Calhoun endete. Westlich der Hennepin Avenue verkehrte die Bahn mit einem 'Right of Way' über privates Gelände. Die Gesellschaft baute außerdem einen Pavillon am Ufer des Sees in der Nähe des Endhahnhofs der Eisenbahnlinie.
Die 7,25 km lange Schmalspurbahn mit einer Spurweite von 914 mm (3 Fuß) wurde 1879 in Betrieb genommen. Zwei zweiachsige Dampfloks, die durch ihre hölzernen Aufbauten wie Straßenbahnen aussahen, zogen kurze Züge auf dieser Eisenbahnlinie.
Die Bahnlinie wurde 1880 zum Lake Harriet und im Juli 1882 nach Excelsior am Lake Minnetonka verlängert. Im Personenverkehr transportierte sie Ausflugsreisende zur Erholung ans Ufer dieser Seen.
Im Dezember 1885 experimentierte die Bahngesellschaft mit der Elektrifizierung nach dem Prinzip von Charles Van Depoele, aber entschied sich, dass dieses noch nicht ausgereift genug war, weil die Motoren in den Prototypfahrzeugen stark vibrierten und auch andere mechanische Probleme hatten. Die Gesellschaft setzte ab 1886 zwei von den Baldwin Locomotive Works in Philadelphia gebaute Natronlokomotiven ein, laut Berichten die ersten und vermutlich einzigen in den USA gebauten Natronloks, während bereits früher Natronloks für die Hochbahn in New York City importiert worden waren.
Die Gesellschaft war allerdings nie profitabel und wurde 1886, als der Touristenverkehr nachließ, an James J. Hills St. Paul, Minneapolis, & Manitoba Railway verkauft, den Vorläufer der Great Northern Railway. Das Gleis wurde auf Normalspur umgespurt und bis nach Hutchinson verlängert, aber die Strecke vom Lake Harriet nach Hopkins wurde außer Betrieb genommen. Die Dampfloks waren in der Stadt unpopulär, so dass der Gewinn weiter sank und die Bahnlinie 1887 an die Minneapolis Street Railway verleast wurde. Die Streckennutzung wurde weiter reduziert, und die Strecke zum Lake Calhoun und dem Lake Harriet wurde stillgelegt.